# Lasker-DeBakey Clinical Medical Research Award
De Lasker-DeBakey Clinical Medical Research Award is een wetenschapsprijs, die sinds 1946 jaarlijks wordt uitgereikt door de Lasker Foundation ter beloning van onderzoek dat heeft bijgedragen aan het begrijpen, vaststellen, voorkomen en genezen van ziektes.
De prijs maakt deel uit van de Laskerprijzen, en stond tot 2008 bekend als de Albert Lasker Award for Clinical Medical Research. In 2008 werd de prijs hernoemd als eerbetoon aan Michael DeBakey.

## Lijst van winnaars
- 1946 John Friend Mahoney, Karl Landsteiner (postuum), Alexander S. Wiener, Philip Levine
- 1949 Max Theiler, Edward C. Kendall, Philip S. Hench
- 1950 Georgios Papanikolaou
- 1951 Élise L'Esperance, Catherine Macfarlane, William G. Lennox, Frederic A. Gibbs
- 1952 Conrad A. Elvehjem, Frederick S. McKay, H. Trendley Dean
- 1953 Paul Dudley White
- 1954 Alfred Blalock, Helen B. Taussig, Robert E. Gross
- 1955 Morley Cohen, Herbert E. Warden, Richard L. Varco, Hoffmann-La Roch Research Laboratories, Squibb Institute for Medical Research, Edward H. Robitzek, Irving Selikoff, Walsh McDermott, Carl Muschenheim
- 1956 Louis N. Katz, Jonas E. Salk, V. Everett Kinsey, Arnall Patz
- 1957 Rustom Jal Vakil, Nathan S. Kline, Robert H. Noce, Henri Laborit, Pierre Deniker, Heinz E. Lehmann, Richard E. Shope
- 1958 Robert W. Wilkins
- 1959 John Holmes Dingle, Gilbert Dalldorf, Robert E. Gross
- 1960 Karl Paul Link, Irving S. Wright, Edgar V. Allen
- 1962 Joseph E. Smadel
- 1963 Michael E. DeBakey, Charles Huggins
- 1964 Nathan S. Kline
- 1965 Albert B. Sabin
- 1966 Sidney Farber
- 1967 Robert Allan Phillips
- 1969 George C. Cotzias
- 1970 Robert A. Good
- 1971 Edward D. Freis
- 1972 Min Chiu Li, Roy Hertz, Denis Burkitt, Joseph H. Burchenal, V. Anomah Ngu, John L. Ziegler, Edmund Klein, Emil Frei III, Emil J. Freireich, James F. Holland, Donald Pinkel, Paul P. Carbone, Vincent T. DeVita, Jr., Eugene J. Van Scott, Isaac Djerassi, C. Gordon Zubrod
- 1973 Paul M. Zoll, William B. Kouwenhoven
- 1974 John Charnley
- 1975 Godfrey N. Hounsfield, William Oldendorf
- 1976 Raymond P. Ahlquist, James W. Black
- 1977 Inge G. Edler, C. Hellmuth Hertz
- 1978 Michael Heidelberger, Robert Austrian, Emil C. Gotschlich
- 1980 Cyril A. Clarke, Ronald Finn, Vincent J. Freda, John G. Gorman, William Pollack
- 1981 Louis Sokoloff
- 1982 Roscoe O. Brady, Elizabeth F. Neufeld
- 1983 F. Mason Sones, Jr.
- 1984 Paul C. Lauterbur
- 1985 Bernard Fisher
- 1986 Myron Essex, Robert C. Gallo, Luc Montagnier
- 1987 Mogens Schou
- 1988 Vincent P. Dole
- 1989 Étienne-Émile Baulieu
- 1991 Yuet Wai Kan
- 1993 Donald Metcalf
- 1994 John Allen Clements
- 1995 Barry J. Marshall
- 1996 Porter Warren Anderson, Jr., David H. Smith, John B. Robbins, Rachel Schneerson
- 1997 Alfred Sommer
- 1998 Alfred G. Knudson Jr., Peter C. Nowell, Janet Rowley
- 1999 David W. Cushman, Miguel Ondetti
- 2000 Harvey J. Alter, Michael Houghton
- 2001 Robert Edwards
- 2002 Willem J. Kolff, Belding H. Scribner
- 2003 Marc Feldmann, Ravinder N. Maini
- 2004 Charles Kelman
- 2005 Alec Jeffreys, Edwin Southern
- 2006 Aaron T. Beck
- 2007 Alain Carpentier, Albert Starr
- 2008 Akira Endo
- 2009 Brian Druker, Nicholas Lydon, Charles Sawyers
- 2010 Napoleone Ferrara
- 2011 Youyou Tu
- 2012 Roy Calne, Thomas E. Starzl[2]
- 2013 Graeme Milbourne Clark, Ingeborg Hochmair, Blake S. Wilson[3]
- 2014 Alim Louis Benabid, Mahlon DeLong
- 2015 James P. Allison
- 2016 Ralf F. W. Bartenschlager, Charles M. Rice, Michael J. Sofia
- 2017 Douglas R. Lowy, John T. Schiller
- 2018 John B. Glen
- 2019 H. Michael Shepard, Dennis Slamon, Axel Ullrich